# Барон Броадбридж
Барон Броадбридж из Брайтона в графстве Суссекс — наследственный титул в системе Пэрства Соединённого королевства. Он был создан 14 сентября 1945 года для консервативного политика, сэра Джорджа Броадбриджа, 1-го баронета (1869—1952). 22 ноября 1937 года для него уже был создан титул баронета из Уоргрэв Плейс в графстве Суссекс. Ранее Джордж Броадбридж заседал в Палате общин Великобритании от Лондона (1938—1945). Титул переходил от отца к сыну до смерти в 2000 году Питера Хьюита Броадбриджа, 3-го барона Броадбриджа (1938—2000). Ему наследовал его двоюродный брат, Мартин Хью Броадбридж, 4-й барон Броадбридж (1929—2020), сын достопочтенного Хью Тревора Броадбриджа, третьего сына 1-го барона Броадбриджа. Которому, в свою очередь, наследовал его сын Ричард Джон Мартин Броадбридж, 5-й барон Броадбридж (род. 1959).

## Бароны Бродбридж (1945)
- 1945—1952: Джордж Томас Броадбридж, 1-й барон Броадбридж (13 февраля 1869 — 17 апреля 1952), сын Генри Броадбриджа[1];
- 1952—1972: Эрик Уилберфорс Броадбридж, 2-й барон Броадбридж (22 декабря 1895 — 18 ноября 1972), старший сын предыдущего[2];
- 1972—2000: Питер Хьюитт Броадбридж, 3-й барон Броадбридж (19 августа 1938 — 6 февраля 2000), единственный сын предыдущего[3];
- 2000—2020: Мартин Хью Броадбридж, 4-й барон Броадбридж (29 ноября 1929 — 19 апреля 2020), единственный сын достопочтенного Хью Тревора Броадбриджа (1903—1979), двоюродный брат предыдущего[4];
- 2020 — настоящее время: Ричард Джон Мартин Броадбридж, 5-й барон Броадбридж (род. 20 января 1959), единственный сын предыдущего[5];
  - Наследник титула: достопочтенный Марк Эндрю Броадбридж (род. 6 октября 1983), единственный сын предыдущего.